# مرغ سقانمای پرویی
مرغ سَقّانَمای پرویی (به انگلیسی: Pelecanoides garnotii)، گونه‌ای پرنده از خانواده مرغ سقانمایان و راستهٔ کبوتردریایی‌سانان با بدن کاملاً سیاه و سر بزرگ و منقار قلاب شکل و قوی است.